# Robert Marien
Robert Marien est un acteur québécois né le 5 mai 1955.

## Biographie
Naissance le 5 mai 1955 à Montréal au Canada.

## Filmographie
- 1980 : Jeune Délinquant : le potier
- 1986 : Lance et compte (Cogne et gagne) (série télévisée) : Robert Bob Martin
- 1988 : Lance et compte : Deuxième saison (feuilleton TV) : Robert Martin
- 1989 : Lance et compte : Troisième saison (feuilleton TV) : Robert Martin
- 1991 : Lance et compte : Tous pour un (TV) : Robert Martin
- 1991 : Lance et compte : Le retour du chat (TV) : Robert Martin
- 1991 : Lance et compte : Le crime de Lulu (TV) : Robert Martin
- 1995 : Sous un ciel variable (série télévisée)
- 2002 : Les Super Mamies (série télévisée) : Pierre Décarie
- 2002 : Lance et compte : Nouvelle Génération (série télévisée) : Robert Martin
- 2004 : Lance et compte : La Reconquête (série télévisée) : Robert Martin
- 2006 : Lance et compte : La Revanche (série télévisée) : Robert Martin
- 2009 : Lance et compte: Le grand duel (série télévisée) : Robert Martin
- 2010 : Toute la vérité (série télévisée) : Juge Moreau
- 2011 : Lance et compte, le Film (série TV) : Robert Martin

## Doublage
- 2002 : Chicago : Richard Gere dans le rôle de Billy Flynn (voix chantée)

## Comédies musicales
En 1991, Robert Marien interprète le rôle de Jean Valjean pour la recréation de la version française des Misérables au Théâtre Mogador, ainsi que dans la version québécoise, au théâtre St-Denis.
Un enregistrement studio sera réalisé dans le prolongement des représentations parisienne.
En 1999 comme en 2022, il reprend le rôle de Frollo dans la tournée québécoise de la comédie musicale Notre-Dame de Paris.
Aussi, pendant l'été 2010, Robert interprète le rôle du capitaine Von Trapp dans La mélodie du bonheur (adaptation de Denise Filiatrault).
En 2024, il interprète le rôle de Don Luis dans la comédie musicale Don Juan.

## Distinctions
- Médaille de l'Assemblée nationale, 2009[1]